# Mohammad Zahir Shah
Mohammad Zahir Shah (1914-2007) là vị vua cuối cùng của Afghanistan, người trị vì Afghanistan trong 4 thập kỷ liên tiếp, được coi là người sáng lập chế độ dân chủ và là biểu tượng của sự đoàn kết dân tộc.
Mohammad Zahir Shah sinh ngày 15 tháng 10 năm 1914 tại Kabul, và học tập ở Pháp.
Ngày 8 tháng 11 năm 1933, Mohammad Zahir Shah lên ngôi sau khi vua cha Mohammed Nadir Shah bị ám sát chết.
Trong Chiến tranh thế giới thứ hai, Zahir Shah đã thành công trong việc duy trì thái độ trung lập và bảo vệ biên giới của đất nước.
Năm 1964, vua Zahir Shah kết thúc chế độ quân chủ chuyên chế và chuyển đất nước sang nền quân chủ lập hiến, điều này khiến Afghanistan trở thành một quốc gia ổn định và tiến dần đến nền dân chủ. Ông còn cho xây dựng trường đại học đầu tiên của Afghanistan và phát triển các mối quan hệ thương mại và giáo dục với phương Tây. Đối với nhiều người dân đây là thời hoàng kim của Afghanistan.
Dưới sự trị vì của Zahir Shah, Afghanistan trở thành một quốc gia hòa bình, an ninh và thịnh vượng. Phụ nữ tại Afghanistan đã được tới trường và được quyền đi bầu cử.
Vào tháng 7 năm 1973, khi vua Zahir đang trị bệnh tại Ý, Mohammed Daoud Khan một người cháu ông (có tài liệu nói là em họ) đã chiếm ngôi vua và tuyên bố thành lập nước cộng hòa mà ông ta là tổng thống. Zahir Shah buộc lòng phải thoái vị để tránh đổ máu, chấm dứt triều đại 300 năm. Sau đó ông sống lưu vong tại Ý.
Năm 1991, Zahir Shah bị một người Hồi giáo Bồ Đào Nha gốc Angola ám sát hụt, hung thủ đã đâm ông nhiều nhát dao, nhưng nhà vua đã may mắn thoát chết.
Lúc đầu, vua Zahir Shah rất ủng hộ Taliban với niềm hy vọng sẽ chấm dứt đổ máu. Nhưng ông đã nhanh chóng thất vọng khi thấy Taliban cai trị đất nước bằng một luật lệ hà khắc.
Sau sự kiện 11 tháng 9 năm 2001, nước Mỹ quyết định tấn công Afghanistan, nhà vua lưu vong Zahir Shah đã xuất hiện trong một cuộc phỏng vấn để phát biểu quan điểm của mình.
Ngày 17 tháng 4 năm 2002, sau khi chế độ Taliban sụp đổ, Zahir Shah trở về Afghanistan sau 29 năm sống lưu vong ở Ý dưới sự đón mừng nhiệt liệt của toàn thể nhân dân. Việc ông trở về khiến một số thủ lĩnh chiến tranh và một vài chính khách tỏ ra lo ngại, trong khi đó đa số người thuộc bộ tộc Pashtun mong muốn ông trở lại ngai vàng. Nhưng ông lại tích cực ủng hộ một thành viên bộ tộc trẻ tuổi chống Taliban, nay là Tổng thống Karzai.
Ngày 23 tháng 7 năm 2007, Mohammad Zahir Shah, vị vua cuối cùng của Afgahnistan qua đời thọ 93 tuổi. Trong suốt 40 năm trị vì đất nước, Zahir Shah là biểu tượng của lòng khát khao hòa bình và thống nhất trong một quốc gia diễn ra xung đột quân sự triền miên. Ông được quốc hội Afghanistan trao tước hiệu danh dự "Người cha của dân tôc".